# Cuniculina
Cuniculina is een geslacht van Phasmatodea uit de familie Phasmatidae. De wetenschappelijke naam van dit geslacht is voor het eerst geldig gepubliceerd in 1907 door Karl Brunner-von Wattenwyl.

## Soorten
Het geslacht Cuniculina omvat de volgende soorten:
- Cuniculina cunicula (Westwood, 1859)
- Cuniculina insignis (Wood-Mason, 1873)
- Cuniculina obnoxia Brunner von Wattenwyl, 1907
- Cuniculina stilpna (Westwood, 1859)